# 福永悠二
福永 悠二（ふくなが ゆうじ、1986年3月4日 - ）は、日本のミュージカル俳優。
東京都世田谷区出身。

## 略歴
関東国際高等学校演劇科卒業後、19歳でニューヨークへダンス留学。その後、東宝ミュージカルアカデミー（現ミュージカルアカデミー）に入学。2期生として卒業。同アドバンスコース終了。現在に至るまで多くのミュージカル作品に出演を重ねながら、他のミュージカル俳優と一緒に自主企画も多数行い、精力的に活動している。

## 主な出演作

### ミュージカル

#### 石川祐司名義
- 郡司企画ミュージカル『PRESENT 2004』(2004年) - 主演：ラガー 役
- 郡司企画ミュージカル『GANG 2006』(2006年) - 主演：ビル 役
- 東宝ミュージカルアカデミー卒業公演『レ・ミゼラブル』(2008年) - グランテール 役
- 『BroadWay Gala Concert 2008』(2008年、青山劇場)
- TOURS『赤毛のアン』(2008年) - 全国アンサンブル
- メッセージ『GIFT』(2008年、天王洲銀河劇場)[3]
- 『ザ・ミュージックマン』(2010年、新国立劇場中劇場ほか)
- 『Into the Woods』(2010年、六行会ホール)
- 『アニー』(2011年、青山劇場)[4]

#### 福永悠二名義
- 『ハロー・ドーリー!』(2012年、富山オーバードホール)
- 『招かれざる客』(2012年、ル・テアトル銀座ほか)
- 山下幼稚宴『12月のピエロ協奏曲』(2012年) - 係長 役
- 『私のダーリン』(2013年、シアタークリエ)
- 『ハロー・ドーリー!』(2013年、東京芸術劇場 プレイハウス)
- 『エニシング・ゴーズ』(2013年、帝国劇場)
- 『Lucky Guyにおまかせあれっ!』(2013年、大塚萬劇場)
- 『キャッチ・ミー・イフ・ユー・キャン』(2014年、シアタークリエ)
- 『ONE-HEART MUSICAL FESTIVAL 2014夏』(2014年、シアタークリエ)
- 『クリエ・ミュージカル・コレクションII』(2015年、シアタークリエ)
- 『エリザベート』(2015年、帝国劇場)
- 『エリザベート』(2016年、帝国劇場/博多座/梅田芸術劇場/中日劇場)
- 『スマイルマーメイド』(2016年、シアター1010/シアタードラマシティ)[5]
- 『クリエ・ミュージカル・コレクションⅢ』(2017年、シアタークリエ)
- 『キス・ミー・ケイト』(2017年、東京芸術劇場 プレイハウスほか)
- 『レディ・ベス』(2017年、帝国劇場/梅田芸術劇場)
- 『ブロードウェイと銃弾』(2018年、帝国劇場/梅田芸術劇場/博多座)
- 『ハネムーン・イン・ベガス』（2024年、東京建物 Brillia HALL/SkyシアターMBS）[6]
- 『モーツァルト!』（2024年、帝国劇場ほか）[7]
- 『エリザベート』（2025年 - 2026年〈予定〉、東急シアターオーブほか）[8]

## 脚註
1. ↑  “Ｍ・Ａ・Ｐ〜Musical Actor's Party〜 　公演オフィシャルサイト”. musical-actors-party.blogspot.jp. 2018年4月7日閲覧。
2. ↑  “ホーム”. エンターテイメントライブ「FULL COURSE！」オフィシャルサイト　　福永悠二、上垣内平、松田未莉亜、杉山真梨佳出演、吉祥寺スターパインズカフェにて. 2018年4月7日閲覧。
3. ↑  オリジナルミュージカル『GIFT』
4. ↑  2011年 丸味屋食品ミュージカル『アニー』
5. ↑  スマイルマーメイド公式サイト
6. ↑  “Hey! Say! JUMP伊野尾慧が9年ぶり舞台で初ミュージカル、「ハネムーン・イン・ベガス」日本初演”. ステージナタリー.   ナターシャ (2023年12月23日). 2023年12月23日閲覧。
7. ↑  “古川雄大・京本大我出演のミュージカル「モーツァルト！」真彩希帆がコンスタンツェに”. ステージナタリー.   ナターシャ (2024年2月26日). 2024年2月26日閲覧。
8. ↑  “ミュージカル「エリザベート」全キャスト解禁、ルドルフ役は伊藤あさひ・中桐聖弥”. ステージナタリー.   ナターシャ (2025年7月7日). 2025年7月7日閲覧。